# Douglas C-54 Skymaster
Дуглас C-54 «Скаймастер» (англ. Douglas C-54 Skymaster) — американский военно-транспортный самолёт, разработанный на базе пассажирского DC-4. Совершил первый полёт 14 февраля 1942 года, построено более 1100 машин. «Скаймастер» активно применялся для снабжения Западного Берлина во время Берлинской блокады 1948—1949 годов, поставлялся в ряд стран мира, был личным самолётом Франклина Рузвельта, Гарри Трумэна и Уинстона Черчилля.
В 1947 году C-54 ВВС США совершил трансатлантический перелёт полностью под управлением автопилота (включая взлет и посадку).

## Боевое применение

### Корейская война
Всего в ходе войны было потеряно 17 самолетов.

## Тактико-технические характеристики

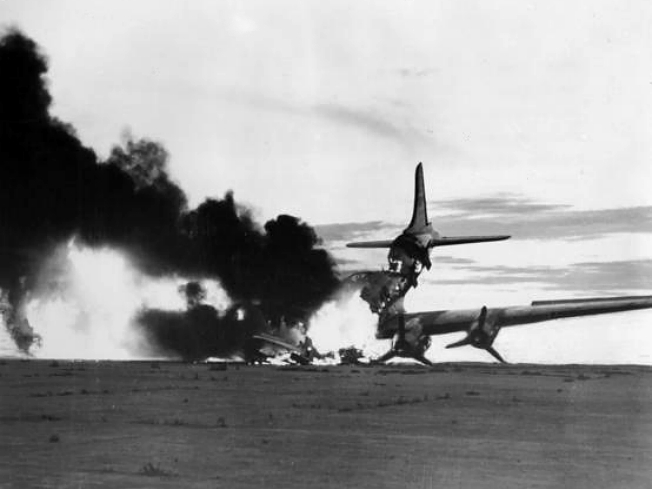
Американский C-54 Skymaster, уничтоженный на аэродроме северокорейскими истребителями во время войны в Корее. 1950 год

### Технические характеристики
- Экипаж: 4 человека
- Длина: 28,6 м
- Размах крыла: 35,8 м
- Высота: 8,38 м
- Площадь крыла: 136 м²
- Масса пустого: 17 660 кг
- Масса максимальная взлётная: 33 000 кг
- Двигатели: 4× Пратт-Уитни R-2000-9 (4×1450 л.с.)

### Лётные характеристики
- Максимальная скорость: 442 км/ч
- Крейсерская скорость: 310 км/ч
- Дальность полёта: 6400 км
- Практический потолок: 6800 м